# Zethus laevinodus
Zethus laevinodus är en stekelart som beskrevs av Smith 1857. Zethus laevinodus ingår i släktet Zethus och familjen Eumenidae. Inga underarter finns listade i Catalogue of Life.